# Xenopus petersii
Xenopus petersii — вид южноафриканской водной лягушки рода шпорцевые лягушки.
Обитает в Анголе, Ботсване, Республике Конго, Демократической Республике Конго, Габоне, Намибии, Замбии, Зимбабве и, возможно, Танзании. Его естественная среда обитания — субтропические или тропические влажные низинные леса, сухая саванна, влажная саванна, субтропические или тропические сухие кустарники, субтропические или тропические влажные кустарники, субтропические или тропические сухие низинные луга, субтропические или тропические сезонно влажные или затапливаемые низинные луга, субтропические или тропические высокогорные луга, реки, временные реки, болота, пресноводные озера, временные пресноводные озера, пресноводные болота, временные пресноводные болота, пресноводные источники, пахотные земли, пастбища, сельские сады, городские районы, сильно деградировавшие бывшие леса, водохранилища, пруды, открытые выемки, каналы и канавы. Считается видом под наименьшей угрозой.